# بيتر كوريغان
بيتر كوريغان (بالإنجليزية: Peter Corrigan)‏ هو مهندس معماري أسترالي، ولد في 6 مايو 1941 في Daylesford, Victoria ‏ في أستراليا، وتوفي في 1 ديسمبر 2016 في Carlton North ‏ في أستراليا.